# Фарносов, Андрей Васильевич
Андре́й Васи́льевич Фарно́сов (род. 9 июля 1980, Подольск, Московская область) — российский легкоатлет, специалист по бегу на средние дистанции и стипль-чезу. Выступал за сборную России по лёгкой атлетике в 2000-х и 2010-х годах, победитель и призёр первенств национального значения, участник ряда крупных международных стартов, в том числе чемпионата мира в Тэгу. Представлял Москву и Московскую область. Мастер спорта России международного класса. Тренер по лёгкой атлетике.

## Биография
Андрей Фарносов родился 9 июля 1980 года в Подольске, Московская область.
Занимался лёгкой атлетикой с раннего детства под руководством своих родителей-тренеров Людмилы Ивановны и Василия Андреевича Фарносовых. Так, в 1987 году в возрасте семи лет уже пробежал 10 км в рамках Московского международного марафона мира, а с 1995 года регулярно стартовал в стипль-чезе различных юниорских всероссийских первенствах.
Впервые заявил о себе на взрослом всероссийском уровне в сезоне 2003 года, выиграв бронзовую медаль в беге на 3000 метров с препятствиями на чемпионате России в Туле.
В 2004 году в той же дисциплине стал серебряным призёром на зимнем чемпионате России в Москве и бронзовым призёром на летнем чемпионате России в Туле.
В 2005 году получил серебро на зимнем чемпионате России в Волгограде и бронзу на летнем чемпионате России в Туле. Будучи студентом, отправился защищать честь страны на Универсиаде в Измире, где в программе стипль-чеза финишировал пятым.
В 2006 году был вторым на зимнем чемпионате России в Москве и третьим на летнем чемпионате России в Туле. Попав в основной состав российской национальной сборной, выступил на чемпионате Европы в Гётеборге.
На чемпионате России 2007 года вновь показал третий результат в беге на 3000 метров с препятствиями. Участвовал в Универсиаде в Бангкоке, став в той же дисциплине седьмым.
На чемпионате России 2009 года в Чебоксарах выиграл серебряную медаль в стипль-чезе.
В 2010 году был третьим в беге на 3000 метров на зимнем чемпионате России в Москве, тогда как в стипль-чезе завоевал серебряную награду на летнем чемпионате России в Саранске (впоследствии в связи с дисквалификацией Ильдара Миншина переместился в итоговом протоколе на первую позицию). Принимал участие в чемпионате Европы в Барселоне, где с результатом 8:37,52 занял в финале 11-е место.
На чемпионате России 2011 года в Чебоксарах добавил в послужной список ещё одну награду серебряного достоинства (после дисквалификации Миншина стал победителем), стартовал на чемпионате мира в Тэгу.
В 2013 году в беге на 3000 метров с препятствиями взял бронзу на чемпионате России в Москве.
В 2014 году в той же дисциплине выступил на чемпионате Европы в Цюрихе, но выйти здесь в финал не смог.
В 2019 году в возрасте 39 лет бежал 3000 метров с препятствиями на чемпионате России в Чебоксарах, но после преодоления первой ямы с водой из-за травмы вынужден был сойти с дистанции.
За выдающиеся спортивные достижения удостоен почётного звания «Мастер спорта России международного класса».
Одновременно со спортивной карьерой занимается тренерской деятельностью, в частности тренирует чемпиона России Константина Плохотникова.
Его младший брат Алексей Фарносов и невестка Мария Фарносова (Савинова) — так же известные легкоатлеты.